# Obere Burg (Sickingen)
Die Obere Burg, ist eine abgegangene Höhenburg oberhalb der Kirche von Flehingen (Sickingen) im Landkreis Karlsruhe in Baden-Württemberg.
Die Burg wurde von den Herren von Sickingen erbaut und ist sehr früh abgegangen. Von der nicht mehr lokalisierbaren ehemaligen Burganlage ist nichts erhalten.
Die Sickingen besaßen am gleichen Ort noch die ebenfalls verschwundene Untere Burg, und im direkt benachbarten Flehingen steht das Wasserschloss Flehingen.